# 里石门水库
里石门水库位于中国浙江省台州市天台县街头镇，是以防洪灌溉为主，结合发电、养鱼、旅游等综合利用的大型水库。因唐朝诗僧寒山曾长期隐居在此，故又名“寒山湖”。

## 历史
1972年12月16日，里石门水库初步设计和灌区初步设计由水电部正式批准，主体工程纳入1973年国家建设计划，天台县人民政府组织3888名民工投入建造水库工程。1973年5月正式动工，1978年10月竣工。工程总投资2754万元。
1995年，台州市委、市人民政府确定里石门水库为首批爱国主义教育基地。

## 河流
始丰溪

## 影视文化
里石门水库是2021年上映的战争片《长津湖》的取景地之一。

## 奖项
- 1981年，国家优秀设计奖[3]

- 1982年，国家优质工程银质奖[3]